# Estatuto de autonomia
O Estatuto de Autonomia é a regulação administrativa legal pela que se regem as regiões e as nacionalidades históricas do Estado Espanhol, reconhecidas pela Constituição espanhola de 1978 no seu artigo 147.
Constituídas 17 comunidades e duas cidades autónomas, os diferentes estatutos estabelecem o nome da comunidade, a sua delimitação territorial, os nomes dos órgãos territoriais de autogoverno, as competências que assumem (no âmbito da administração pública, saúde, educação, segurança pública, etc.), assim como a consideração ou não de nacionalidade histórica, e as línguas oficiais em cada território.
O estado central não pode alterar unilateralmente os estatutos de autonomia, sendo requerida a expressão da vontade autonómica (parlamento autonómico) e o estatal (porque as Cortes Gerais a aprovam em forma de lei orgânica). Os estatutos criados mediante o artigo 151 requerem para a sua reforma a aprovação das Cortes Gerais e o aval popular mediante referendo. Os criados via artigo 143 não o requerem.

## Instituições pré-autonómicas
Durante a Transição Espanhola e depois das eleições de 15 de junho de 1977, com os resultados na Catalunha e no País Basco, o governo reconheceu a existência de instituições pré-autonómicas. A 29 de setembro de 1977, depois de conversações levadas a cabo com Josep Tarradellas, é revogada a lei franquista de 1938 que abolia as instituições de autogoverno, como era o caso da Generalidade da Catalunha. A 17 de outubro Tarradellas é eleito provisoriamente Presidente da Generalitat e Frederic Rahola i Espona, Conselheiro da Presidência, tendo sido as nomeações promulgadas no primeiro Jornal Oficial da Generalitat de Catalunya a 3 de dezembro de 1977, ainda antes de existir uma nova Constituição espanhola. 

## Lista dos Estatutos de Autonomia aprovados pós-Transição
| Posição | Nome                    | Primeira aprovação                  | Última reforma                      |
| ------- | ----------------------- | ----------------------------------- | ----------------------------------- |
| 1       | País Basco              | 18 de dezembro de 1979 (LO 3/1979)  |                                     |
| 2       | Catalunha               | 18 de dezembro de 1979 (LO 4/1979)  | 19 de julho de 2006 (LO 6/2006)     |
| 3       | Galiza                  | 6 de abril de 1981 (LO 1/1981)      |                                     |
| 4       | Andaluzia               | 30 de dezembro de 1981 (LO 6/1981)  | 19 de março de 2007 (LO 2/2007)     |
| 5       | Principado das Astúrias | 30 de dezembro de 1981 (LO 7/1981)  |                                     |
| 6       | Cantábria               | 30 de dezembro de 1981 (LO 8/1981)  |                                     |
| 7       | La Rioja                | 9 de junho de 1982 (LO 3/1982)      |                                     |
| 8       | Região de Murcia        | 9 de junio de 1982 (LO 4/1982)      |                                     |
| 9       | Comunidade Valenciana   | 1 de julho de 1982 (LO 5/1982)      | 10 de abril de 2006 (LO 1/2006)     |
| 10      | Aragão                  | 10 de agosto de 1982 (LO 8/1982)    | 20 de abril de 2007 (LO 5/2007)     |
| 11      | Castela-Mancha          | 10 de agosto de 1982 (LO 9/1982)    |                                     |
| 12      | Canárias                | 10 de agosto de 1982 (LO 10/1982)   | 6 de novembro de 2018 (LO 1/2018)   |
| 13      | Navarra                 | 10 de agosto de 1982 (LO 13/1982)   |                                     |
| 14      | Estremadura             | 25 de fevereiro de 1983 (LO 1/1983) | 28 de janeiro de 2011 (LO 1/2011)   |
| 15      | Baleares                | 25 de fevereiro de 1983 (LO 2/1983) | 28 de fevereiro de 2007 (LO 1/2007) |
| 16      | Comunidade de Madrid    | 25 de fevereiro de 1983 (LO 3/1983) |                                     |
| 17      | Castela e Leão          | 25 de fevereiro de 1983 (LO 4/1983) |                                     |
| 18      | Ceuta                   | 13 de março de 1995 (LO 1/1995)     |                                     |
| 19      | Melilha                 | 13 de março de 1995 (LO 2/1995)     |                                     |